# Black Lives Matter
Black Lives Matter (in acronimo BLM, lett. "Le vite dei neri contano") è un movimento attivista internazionale, originatosi all'interno della comunità afroamericana, impegnato nella lotta contro il razzismo, perpetuato a livello sociopolitico, verso le persone nere. Black Lives Matter organizza regolarmente delle manifestazioni per protestare apertamente contro gli omicidi delle persone nere da parte della polizia, nonché contro questioni più ampie come profilazione razziale, brutalità della polizia e disuguaglianza razziale nel sistema giuridico degli Stati Uniti d'America.
Ci sono state molte reazioni al movimento Black Lives Matter. La percezione di Black Lives Matter da parte della popolazione statunitense varia considerevolmente a seconda dell'etnia di appartenenza. La frase "All Lives Matter" ("tutte le vite sono importanti") è nata come risposta al movimento Black Lives Matter, ma è stata criticata per aver respinto o frainteso il messaggio di "Black Lives Matter". In seguito alla sparatoria di due agenti di polizia a Ferguson, alcuni sostenitori della polizia hanno creato l'hashtag #BlueLivesMatter  ("le vite blu sono importanti").
Infine, alcuni attivisti per i diritti civili criticano le tattiche usate da Black Lives Matter.
Le proteste per l'omicidio di George Floyd nel 2020 hanno nuovamente reso il movimento oggetto dell'attenzione dei media internazionali.
Secondo le stime degli esperti di crowd-counting, Black Lives Matter potrebbe essere il più grande movimento nella storia degli Stati Uniti d'America.

## Storia

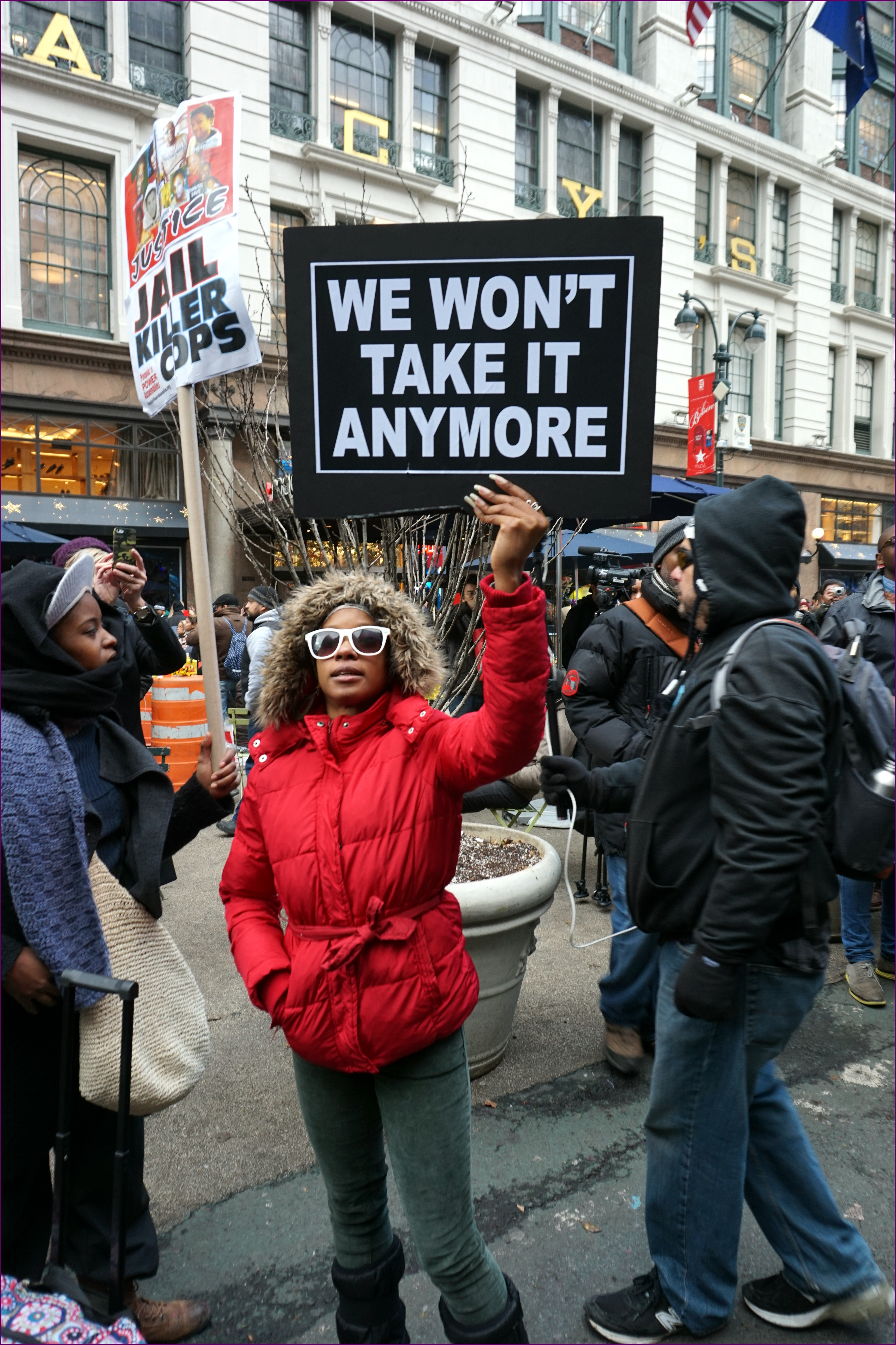
Manifestante Black Lives Matter a Macy's Herald Square

Nel 2013, in seguito all'assoluzione di George Zimmerman, il quale aveva sparato al diciassettenne afrostatunitense Trayvon Martin il 26 febbraio 2012, uccidendolo, cominciò a comparire su vari social media l'hashtag #BlackLivesMatter, da cui poi ebbe origine l'omonimo movimento.
Black Lives Matter ottenne visibilità a livello nazionale grazie alle sue proteste in strada in seguito alla morte di due afroamericani, entrambi uccisi da agenti di polizia, nel 2014: Michael Brown, che portò a numerose rivolte nella città di Ferguson, e Eric Garner, soffocato da un agente a New York. Dalle ultime parole di quest'ultimo è nato lo slogan I can't breathe ("Non riesco a respirare"), molto diffuso durante questo tipo di proteste. Dalle proteste di Ferguson, i partecipanti del movimento sono scesi in strada per manifestare dopo la morte di numerosi altri afroamericani, uccisi in seguito ad azioni della polizia o durante la custodia in carcere. Durante l'estate del 2015, gli attivisti di Black Lives Matter presero parte pubblicamente alle discussioni sulle elezioni presidenziali negli Stati Uniti d'America del 2016. Le creatrici dell'hashtag e le fondatrici del movimento, Alicia Garza, Patrisse Cullors e Opal Tometi, appartenenti alla comunità nera, tra il 2014 e il 2016 hanno esteso il loro progetto iniziale a una rete di oltre 30 rami locali. Il movimento di Black Lives Matter, tuttavia, nel suo complesso è un gruppo decentralizzato e non possiede una gerarchia formale. Dal 25 maggio 2020, data dell'omicidio di George Floyd, negli Stati Uniti e in tutto il mondo si sono verificate proteste in cui il movimento BLM ha avuto un ruolo coordinante nell'organizzazione delle manifestazioni.
Tali proteste sono state per la maggior parte pacifiche, sebbene alcune siano sfociate in rivolte, saccheggi e scontri tra manifestanti, contro-manifestanti, giornalisti e forze dell'ordine. Infatti, all'inizio di giugno 2020 almeno 200 città negli Stati Uniti avevano imposto il coprifuoco, più di 30 Stati avevano attivato oltre 96.000 membri della Guardia nazionale degli Stati Uniti e di altre forze armate, mentre entro la fine del mese di giugno 2020 erano state arrestate almeno 14.000 persone in relazione alle proteste, tra il 26 maggio e l'8 giugno 2020 erano stati causati danni per circa 1-2 miliardi di dollari negli USA, perlopiù per incendi dolosi, atti vandalici e saccheggi, ed, entro novembre 2020, 25 persone erano morte in relazione alle proteste.
Ci sono state molte reazioni di vario tipo nei confronti del movimento. L'opinione generale su Black Lives Matter, all'interno della popolazione statunitense, varia in modo significativo tra i diversi gruppi etnici. In risposta al movimento è stata coniata la frase "All Lives Matter" ("tutte le vite contano", in italiano), ma è stata criticata per ignorare o fraintendere il messaggio che il motto "Black Lives Matter" vuole trasmettere. In seguito all'uccisione di due agenti di polizia a Ferguson, è stato creato l'hashtag #BlueLivesMatter in supporto ai membri delle forze dell'ordine. Alcuni attivisti neri per i diritti civili, come Cecil Murray (detto "Chip"), Najee Ali e Earl Ofari Hutchinson, si sono mostrati in disaccordo con la strategia del movimento, con Ali che ha sostenuto che "tutto ciò che possono fare è disturbare e fare rumore". L'economista Glenn Loury, pur sostenendo i fondamenti del movimento, ha criticato le sue risposte contro i "politici bianchi che dichiarano All Lives Matter" e gli effetti polarizzanti che il movimento avrebbe. Alcuni accademici hanno criticato alcuni attivisti di Black Lives Matter perché avrebbero represso la libertà accademica.

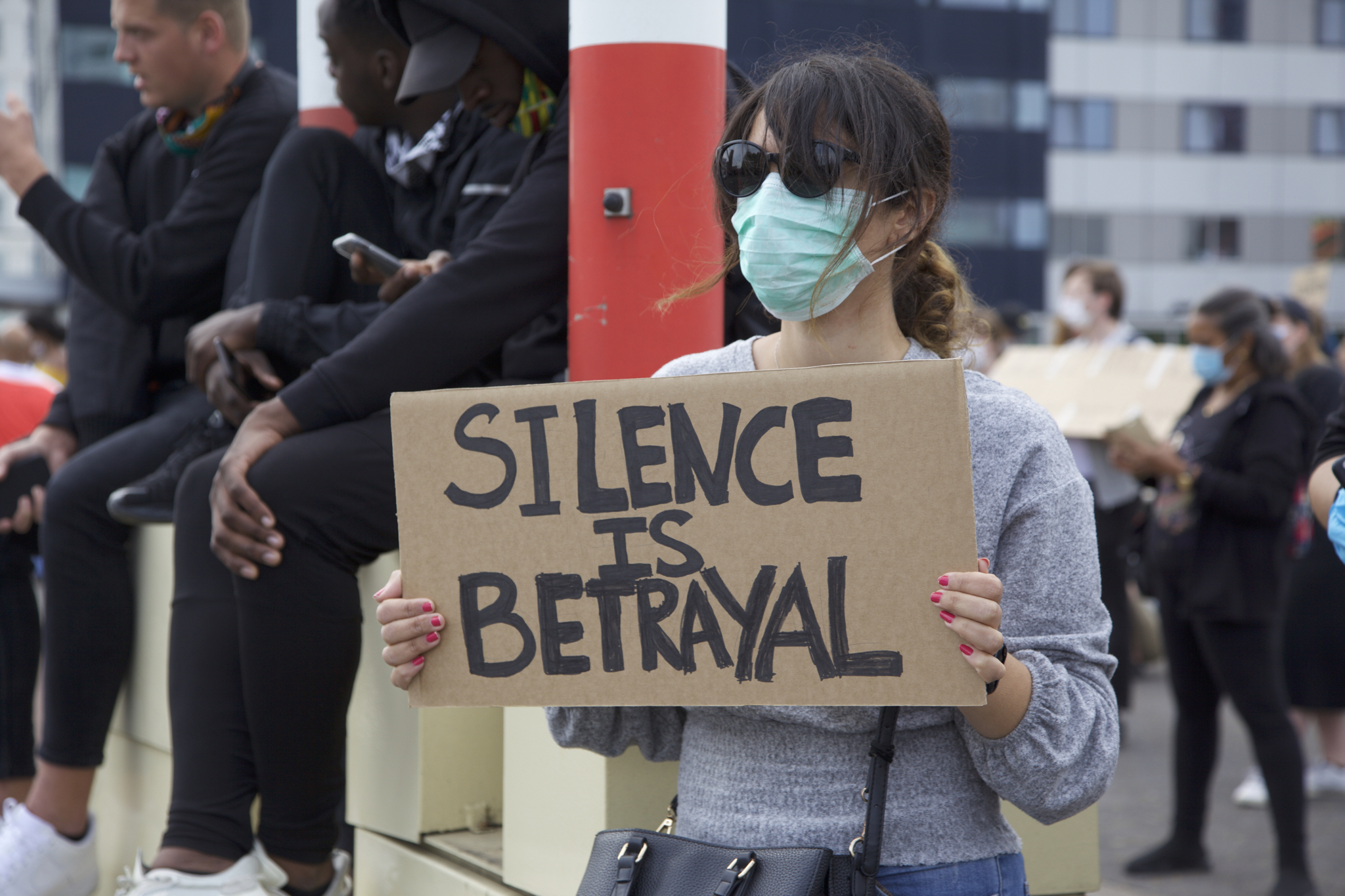
Manifestante della Black Lives Matter a Rotterdam

Black Lives Matter è stato criticato per essere contro la polizia e alcuni hanno messo in discussione le statistiche presentate dal movimento. Alcuni oppositori ritengono che Black Lives Matter dovrebbe concentrarsi di più sulla violenza intra-razziale o che inizialmente non si sia interessato abbastanza alla sorte delle donne nere. L'ex-sindaco di New York Rudolph Giuliani ha accusato BLM di razzismo.

## Principi ispiratori
I principi guida che animano il movimento Black Lives Matter sono i seguenti:
- Volontà di creare una rete internazionale di sostegno tra persone di colore
- Rispetto e sostegno delle differenze e delle comunanze, promuovendo un ambiente in cui prevalgano i valori di empatia, giustizia, libertà e pace
- Centralità dell’identità nera, baricentro e origine di ogni rivendicazione di giustizia sociale per la comunità nera in primis, e di conseguenza per le altre
- Internazionalismo e trasversalismo del movimento, fondato sull’identità nera come denominatore comune, al di là dell’identità sessuale reale o percepita, identità di genere, stato economico, abilità o disabilità, credenze religiose, status migratorio o località
- Promozione della lotta contro il “privilegio cisgender”, a sostegno degli individui neri transessuali, in special modo le donne nere transessuali
- Avversione a sessismo, misoginia e ad ambienti in cui la figura dell’uomo sia centrale
- Creazione di un ambiente a misura di famiglia, distruggendo l'usanza patriarcale per cui le madri devono lavorare “doppi turni”, così da permettere loro di allevare privatamente i figli anche mentre lavorano in pubblico per la giustizia sociale
- Abbattimento del concetto occidentale della necessità di famiglia fondata su di una struttura nucleare, promuovendo famiglie estese o “villaggi” di supporto comunitario
- Appoggio ad una rete di pensiero queer, contro la rigidità del pensiero eteronormativo e l'idea che ognuno nel mondo sia eterosessuale
- Promozione di una rete intergenerazionale, libera dall'ageismo